# Thomas l'Aleman
 (mai 2025).
Thomas l'Aleman, mort après 1277, est un croisé d'origine allemande. Il est le troisième fils de Jean l'Aleman et de son épouse Marguerite Brisebarre, héritière de la seigneurie de Césarée.
Au printemps 1264, son frère aîné Hugues l'Aleman meurt d'une chute de cheval, dans laquelle il se rompt le cou, et son deuxième frère Nicolas devient ainsi le nouvel héritier de la seigneurie de Césarée. Puis quelque temps après, leur père Jean l'Aleman décède à son tour, et Nicolas devient alors le nouveau seigneur de Césarée.
Mais en juin 1277, Nicolas est assassiné par Baudouin d'Ibelin, connétable de Chypre, par vengeance suite à une dispute familiale dont l'origine est inconnue.
Selon les Lignages d'Outremer, Thomas devient alors seigneur-titulaire de Césarée, bien qu'il ne puisse jamais la posséder, celle-ci ayant été détruite en 1265 par les Mamelouks de sultan Baybars.
Il épouse Agnès Brisebarre, fille de Raoul Brisebarre, seigneur de Blanchegarde, mais ils n'ont pas d'enfant.
La date de sa mort est inconnue, mais survient après 1277. En l'absence d'enfant, le titre de seigneur de Césarée tombe en désuétude et ne sera plus porté après lui.